# Гевара, Хуан Гуальберто
Хуан Гуальберто Гевара (исп. Juan Gualberto Guevara; 12 июля 1882, Вилья-де-Витор, Перу — 27 ноября 1954, Лима, Перу) — первый перуанский кардинал. Епископ Трухильо с 15 декабря 1940 по 23 мая 1943. Архиепископ Трухильо с 23 мая 1943 по 16 декабря 1945. Военный викарий Перу с 13 января 1945 по 27 ноября 1954. Архиепископ Лимы и примас Перу с 16 декабря 1945 по 27 ноября 1954. Кардинал-священник с 18 февраля 1946, с титулом церкви Сан-Эузебио с 28 февраля 1946.